# Elezioni parlamentari in Bulgaria del 1997
Le elezioni parlamentari in Bulgaria del 1997 si tennero il 23 aprile per il rinnovo dell'Assemblea nazionale. In seguito all'esito elettorale, Ivan Kostov, espressione di Forze Democratiche Unite, divenne Primo ministro.

## Risultati
| Liste                                                                  | Voti      | %     | Seggi |
| ---------------------------------------------------------------------- | --------- | ----- | ----- |
| Forze Democratiche Unite (SDS - BZNS - DP)                             | 2 223 714 | 52,26 | 137   |
| Sinistra Democratica (BSP - BZNS AS)                                   | 939 308   | 22,07 | 58    |
| Unione per la Salvezza Nazionale (DPS - ZP - BZNS NP - NI - FCB - PDC) | 323 429   | 7,60  | 19    |
| Euro-Sinistra Bulgara                                                  | 234 058   | 5,50  | 14    |
| Blocco dell'Impresa Bulgara                                            | 209 796   | 4,93  | 12    |
| Alleanza per il Regno                                                  | 50 864    | 1,20  | –     |
| Coalizione Cristiana Bulgara                                           | 46 765    | 1,10  | –     |
| Altri <1,00%                                                           | 227 367   | 5,34  | –     |
| Totale                                                                 | 4 255 301 | 100   | 240   |